# Косівська Поляна
Косíвська Поля́на — село в Великобичківській селищній громаді Рахівського району Закарпатської області України. за 47 км від районного центру і за 12 км від смт Великий Бичків. Населення — ▼4222 чоловік.

## Географія
Село розкинулося вздовж річки Кісва (Косівська), правої притоки річки Тиси, у вузькій улоговині й на схилах двох хребтів, які простягаються по обидва боки річки з півночі на південь — від головного хребта Свидівецького масиву до Кузійського заповідного масиву і долини Тиси. На північний захід від Косівської Поляни височить масивна гора Кобила (1177 м). Неподалік від села розташовані два перевали місцевого значення: на північний схід — Рахівський перевал, на захід — Кобилецький перевал.
У селі струмок Великий Банський впадає у річку Косівську.

## Історія
Перша згадка про село трапляється у 1361 році як поселення Ozon. Пізніше назви змінювалися: 1387 — Kozo, 1402 — Kethkoso, 1405 — Kaszou, 1672 — Kaszo Polyana, 1725 — Kaszo pojana, 1773 — Kaszo Polyana, Polyana Koszinszka (lex loc. 136), 1808 — Polyána (Kaszó-), Kosulská-Polána, Poljana-Koszuluj, 1828 — Polyana (Kaszó), Koszuska Polyana, 1838 — Kaszó-Pojána, 1851 — Polyána (Kaszó), 1877 — Kaszopoly, Kaszó-Polyána, Kaszovszka-Polyána (hnt.), 1913 — Kaszómező, 1925 — Kosovská Poljana, 1930 — Polana Kosovská, 1944 — Kaszópolyána, Косовска Поляна, 1983 —Косівська Поляна, Косовская Поляна (Zo).
За народними переказами, перші поселенці прийшли сюди з Косова, звідки і пішла назва села. В кінці XVIII століття недалеко від Косівської Поляни видобували залізну руду, яку переплавляли на металообробному заводі в Кобилецькій Поляні. У березні — квітні 1919 р. в селі панувала Радянська влада. У 1925 р. почала діяти організація КПЧ. Після звільнення Косівської Поляни від Третього Рейху (16 жовтня 1944 р.), 78 жителів були призвані до Червоної Армії, 7 з них удостоєні урядових нагород, 25 загинули на фронті. В селі встановлено пам'ятник односельцям, загиблим у Другій світовій війні.
У Косівській Поляні містилась центральна садиба колгоспу ім. XI з'їзду ВЛКСМ, за яким були закріплені 2100 га сільськогосподарських угідь, у тому числі 40 га орної землі, 1240 га сінокосів, 740 га пасовищ, 30 га саду. Основний напрямок господарства — вирощування великої рогатої худоби і вівчарство; розвинене також бджільництво. Діяв колгоспний цех з виготовлення меблів. Є лісництво Великобичківського лісокомбінату (6370 га лісів) і лісопункт, у якому раніше працювало 170 чоловік. У лісництві створено кімнату-музей живої природи. У радянські часи за трудові успіхи 13 чоловік нагороджені орденами і медалями СРСР, серед них орденом Трудового Червоного Прапора — бригадир рослинників Ф. В. Штефанюк, бригадир лісорубів Ю. Д. Білінчук, лісоруб П. П. Мойсюк, тодішній директор школи Ф. І. Пукман.

## Населення
Згідно з переписом УРСР 1989 року чисельність наявного населення села становила 4038 осіб, з яких 1967 чоловіків та 2071 жінка.
За переписом населення України 2001 року в селі мешкала 4221 особа.

### Мова
Розподіл населення за рідною мовою за даними перепису 2001 року:
| Мова       | Відсоток |
| ---------- | -------- |
| українська | 98,79 %  |
| російська  | 1,16 %   |
| молдовська | 0,02 %   |

## Присілки
Банський
Банський — колишнє село в Україні, Рахівського району Закарпатської області.
Обєднане з селом Косівська Поляна рішенням облвиконкому Закарпатської області №517 від 26.12.1966 року.
Банський вперше згадується у XVIII столітті. Інші згадки за роками: 1892 — Bánszki telep, 1898 — Bánszki, 1907 — Lonkabányavölgy, 1913 — Bányavölgy, 1944 — Bányavölgy, Баньскій, 1966 — Банський.
Назва Банський походить від бані-штольні, які були у цій місцевості. Ще до цього часу тут залишися сліди бань, тобто глибокі ями, де за переказами людей добували золото, вапно, або руду. Саме звідси походить назва цієї місцевості.
Легенда каже:

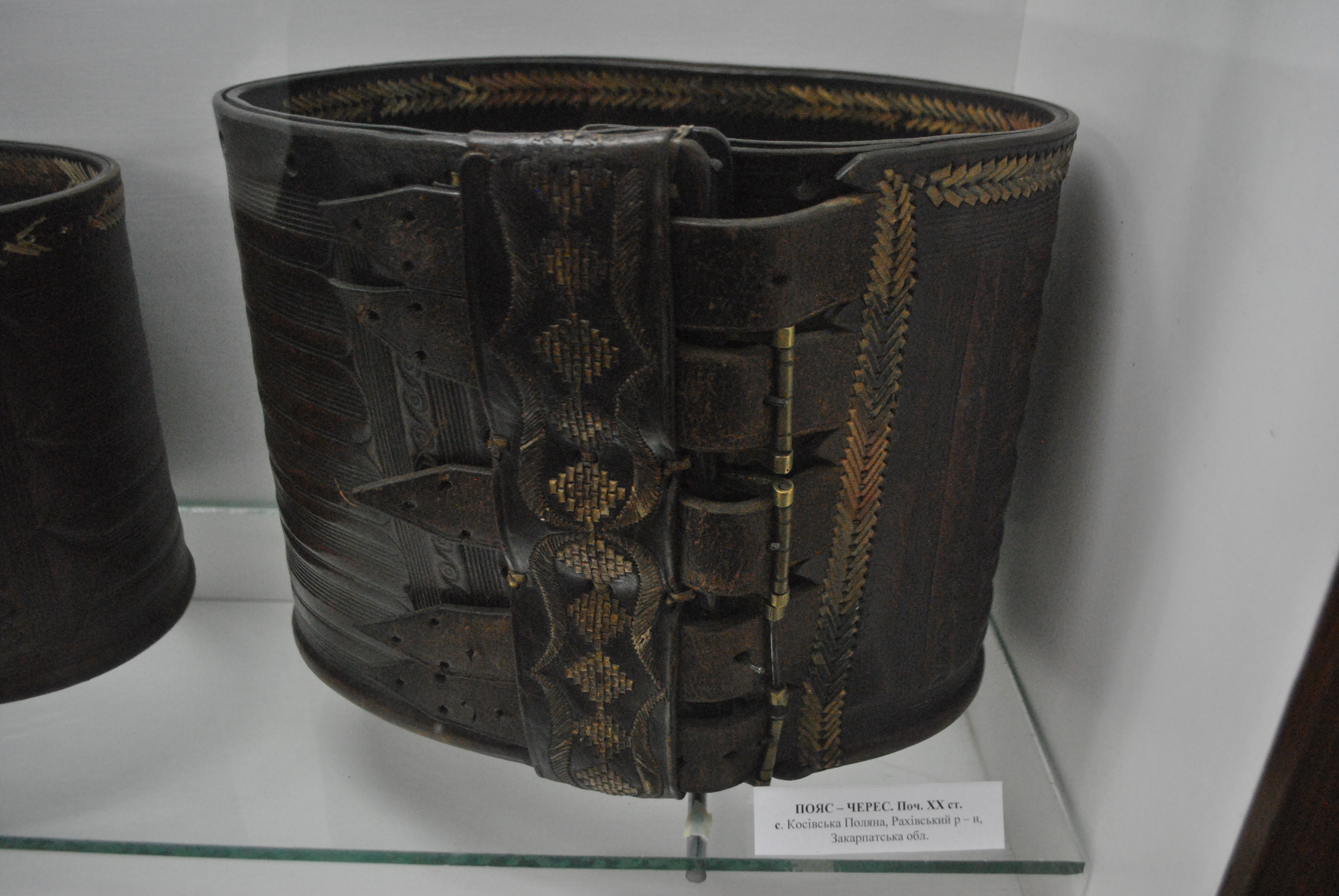
Гуцульський черес з Косівської Поляни (початок XX століття)

Одного разу в посушливе літо, коли на пасовищі геть висохла трава, а земля стала голою, вівчарі переганяли худобу з місця на місце у пошуках паші. Згодом вони побачили незвичайне джерело, що пробивалося зі скелі. З джерела текла сонячно – гаряча вода і спадаючи на землю, твердла, ставала грудками. Набрали вівчарі тих блискучих грудок та й гралися ними. А восени, коли зігнали овець до попівського маєтку, прихопили їх із собою.
Побачив піп у вівчарській майстрині сонячні камінці та й питає: “Звідки їх маєте?”
“Се текло долів скалою, панотче, як вода, ― пояснив наймолодший із вівчарів. ― А внизу твердли. Ми набрали для забави...”
“Це ж золото! ― вигукнув піп. ― Золото се дурні.”
Пастухи не знали, що таке золото, а ні для чого воно, ні що з нього роблять. Тому не виявили здивування.
“Проведіть мене туди й покажіть, де воно тече” – настоював піп. Але тієї осені в гори пізно було йти, бо випав великий сніг. Ледве дочекався піп весни. Тільки почав сходити з гір сніг, повели вівчарі панотця на полонину до незвичайної скали.
Золотих каменів була багато. І піп наказав визбирати їх до останнього і йому віддали. Ще й сам жадібно збирав.
“Треба шукати ще! — наказав. — Тут буде баня...”
Піп не знав, як сказати це по-народному, лише мадярською мовою, що означало „кар’єр”.
“Як баня, то баня,” — мовили вівчарі. Всю скалу перебили, всю землю перерили луги, знайдене золото панотцеві віддали, бо так знали, що лише святий отець має право на ці блискучі камені, бо йому належала тут вся земля.
Коли золота уже не стало, піп дав засадити полонину смереками й ялинами, аби ніхто не шукав на ній золота. Тепер там шумлять густі ліси. А люди називають ті гори Банськими. Бо там була баня – кар’єр.
9 серпня 2007 на свято Великомученика Пантелеймона було освячено новозбудований храм у присілку Банське, посвячений на честь цього святого.
У Банському функціонують початкова школа, клуб, ФАП.
Поруч тече річка Косівка – 40 метрів, знаходяться рибні ставки. Є мінеральне джерело і росте унікальний вид дерев — мамонтове дерево велетенське (секвоя). У присілку розташована пам’ятка природи «Секвоя».
За даними ДНВП "Геоінформ України", поклади золота простежуються у Банському рудопрояві, що належить до північно-західної частини Мармарошського кристалічного масиву Карпат.
Березово
Березово ― колишнє село в Україні, Рахівського району Закарпатської області.
Обєднане з селом Косівська Поляна рішенням облвиконкому Закарпатської області №155 від 15.04.1967 року.
Березово вперше згадується у ХІХ столітті.
Колись перші поселенці побачили тут рівнину, затоплену водою і оточену березами, та й назвали міце Березів. Чому там стояла вода? Річка текла вниз і натрапила на своєму шляху на скелі. Вся вода просочитися не могла і затримувалася в долині. Через скелі вода падала вниз і далеко було чути її гул. Це місце і зараз називається Гук. З часом рівнина осушилася, берези вирубали, а люди заселили цю територію.
23 жовтня 1949 року у присілку Березів, урочищі Потоки, були розстріляні січовики Андрій Грицак, Михайло Молдован, Михайло Шведюк. 23 липня 1996 року на місці їх загибелі був встановлений дубовий хрест. На реквіємі-пам’яті був присутній народний депутат України, Голова Народного Руху України В’ячеслав Чорновіл, який низько вклонився світлій пам’яті українських патріотів, що загинули за незалежність матері-України.
У Березові функціонує ФАП. Поруч тече річка Косівка. Є мінеральне джерело.
Ялинка
Ялинка — колишнє село в Україні, Рахівського району Закарпатської області.
Обєднане з селом Косівська Поляна рішенням облвиконкому Закарпатської області №155 від 15.04.1967 року.
Вперше згадується у ХХ столітті.

## Туристичні місця
- мінеральні джерела села, зокрема «Андрейково»,

- іхтіологічний заказник «Кісва».

- сліди бань, тобто глибокі ями, де за переказами людей добували золото, вапно, або руду.
- гора Кобила
- Рахівський перевал
- Секвоя (пам'ятка природи)
- храм св. Петра і Павла (1938 рік)

- каплиця (кінець XIX ст.)

## Релігійні споруди
Церква св. Петра і Павла (1938 рік)

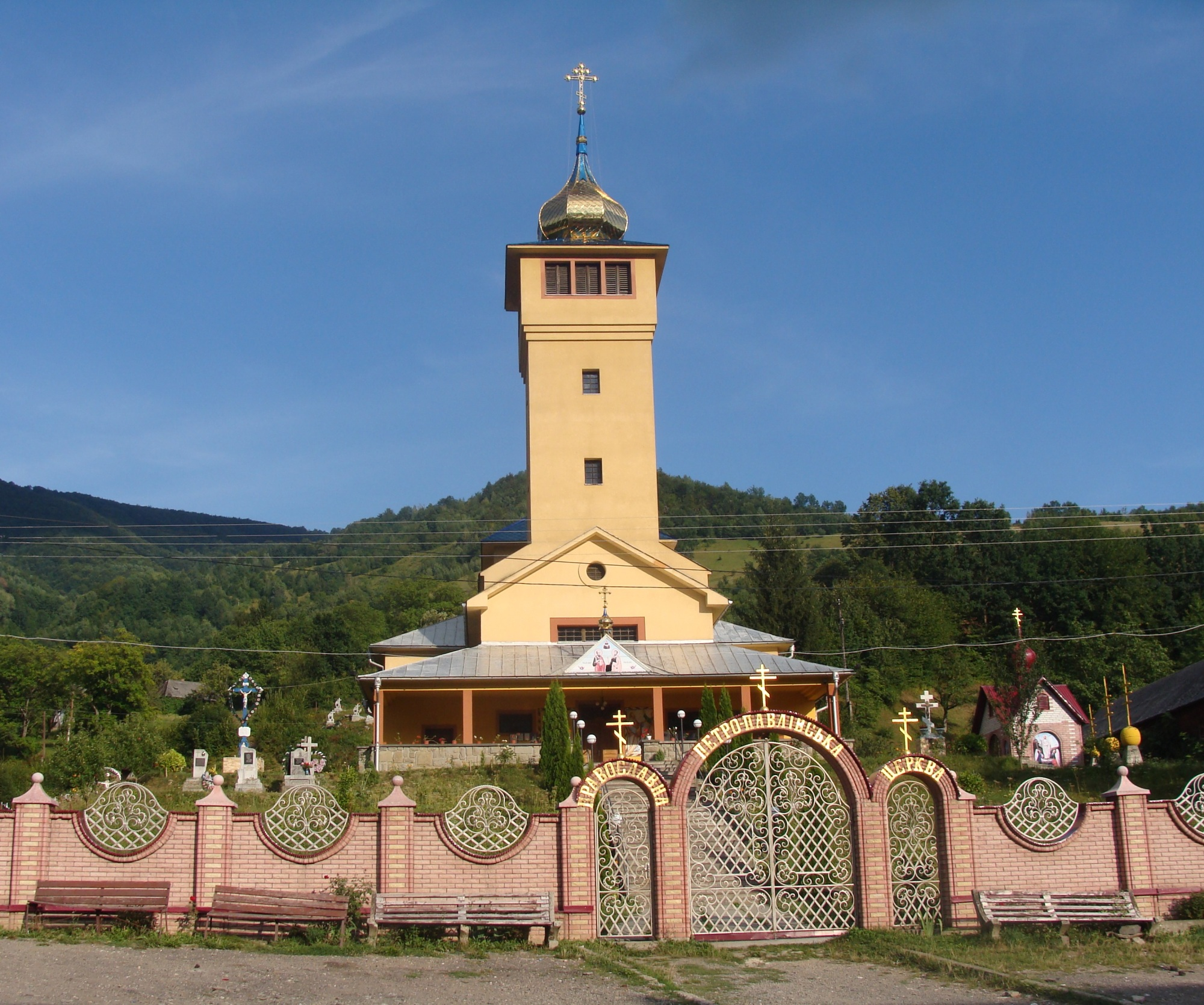
Церква св. Петра і Павла

У 1801 р. згадують дерев’яну церкву, що розпадалася і не підлягала ремонту. Тоді ж урядом було вирішено питання про спорудження нової церкви, на що вірники, крім безплатної возової і ручної роботи, зібрали ще 200 ринських. Дерев’яна церква середньогуцульського стилю, що за шематизмом 1915 р. датувалася 1770 р., і дерев’яна каркасна шестигранна дзвіниця зберігалися в селі приблизно до 1938 р.
Муровану церкву, на спорудження якої вірники чекали більш ніж 24 роки, збудовано в 1935 – 1937 роках за проектом ужгородського інженера Емиліяна Еґреші. У березні 1933 р. Е. Еґреші проаналізував креслення братиславського архітектора Балана, а у вересні того ж року зробив свій проект. За дозволом міністерства землеробства 4 жовтня 1935 р. дирекція лісів у Рахові видала розпорядження про закладення фундаменту нової церкви. У 1936 р. на свято Вознесіння посвячетили бетонну основу. Присутніми були начальник будівельного відділу управління лісів Фр. Шімонек, радник Іоан Зімай, будівельники Ярослав Шкриваі і Ст. Волф. До осені було вимуровано стіни і вежі храму та встановлено тимчасовий дах.
Того ж року купили за 22 тисячі корон дзвін вагою 800 кг, виготовлений фірмою “Акорд”, і встановили його на 34-метровій вежі на свято св. Михайла. На спорудження стін церкви було використано 20 вагонів цементу, 4 вагони заліза для бетону, 130 тисяч цеглин, 100 кубічних метрів тесаного твердого каменю, понад 100 кубометрів смерекового дерева, понад 150 кубометрів дошок та багато іншого матеріалу. Впродовж 1937 р. голубими плитками покрили дах і вежі церкви, по карнизах і вниз стінами поклали бляшані ринви, встановили дубові віконні рами і двері. До осені всі стіни і вежі були поштукатурені, пофарбовані зовні світло-жовтою фарбою, а всередині – побілені вапном.
Вартість робіт склала 600 тисяч корон, і хоч церква ще не була повністю завершена, люди попросили прискорити освячення, що й здійснили намісник о. М. Мочкош та парох Йосип Микита на свято арх. Михайла 1937 р. Спорудження модерного іконостаса коштувало 41 тисячу корон. Заможніші господарі дали зробити лави. На свято св. Петра і Павла 1938 р. єпископ О. Стойка посвятив готовий і прикрашений храм. Міністерство землеробства, що фінансувало дві третини вартості будівництва, представляв директор управління лісів інженер Тіхі. Присутнім був колишній парох Олександр Марина, що багато потрудився для організації будівництва. З місцевих майстрів згадують Юрія Гарасима.
Споруда поєднує риси чеського конструктивізму і композицію об’ємів лемківської церкви.
Очевидно, архітектор добре знав народне будівництво західного Закарпаття і спроєктував лемківську церкву для гуцульського села, що є єдиним випадком на всій Гуцульщині. Підхід фахівця високого рівня відчувається у вирішенні фасадів та вежі, у формі вікон та дверей, в організації внутрішнього простору. Всі три частини храму увінчано великими цибулястими главами. На вежі встановлено п’ять дзвонів. Нині дахи вкрито бляхою. Малювання інтер’єру здійснив художник Іван Фанта з Приборжавського. У 1962 р. зроблено ремонт.
З приходом радянської влади в 1947 р. о. Йосипа Микиту – заслано на 25 роки каторги. 4 листопада 1948 р. підписали акт про передачу церкви Московському патріархату.
Каплиця  (кінець XIX ст.)
У селі збереглася дерев'яна капличка, яку перенесли з вулиці на подвір'я, коли відбувалося нищення релігійних споруд. У каплиці зберігається гарної роботи дерев'яна святиня, перенесена сюди з розібраної дерев'яної церкви.

## Соціальна інфраструктура
У селі є середня, восьмирічна, і дві початкові школи, будинок культури із залом на 400 місць, бібліотека з книжковим фондом 10,8 тис. примірників. 2 фельдшерсько-акушерських пункти, амбулаторія, аптека, відділення зв'язку.

## Відомі люди
У селі багато вишивальниць, серед них особливою майстерністю відрізняються Е. Н. Бобрюк, В. І. Ворохта, А. Я. Куриляк. Тут живуть матері-героїні В. С. Ворохта, Є. С. Лукачук, А. С. Дребена. М. Н. Флінтер. А. В. Балабан.
- Липчак Федір Федорович — солдат, батальйон «Айдар», загинув у жовтні 2014-го в боях за Щастя. 28 жовтня 2015-го в ЗОШ № 2 врочисто відкрито пропам'ятну дошку його честі[5];
- Піпаш-Косівський Василь — народний поет-коломийкар.

## Інтернет-посилання
- Сайт села Косівська Поляна [Архівовано 4 червня 2014 у Wayback Machine.]